# Émilie Fer

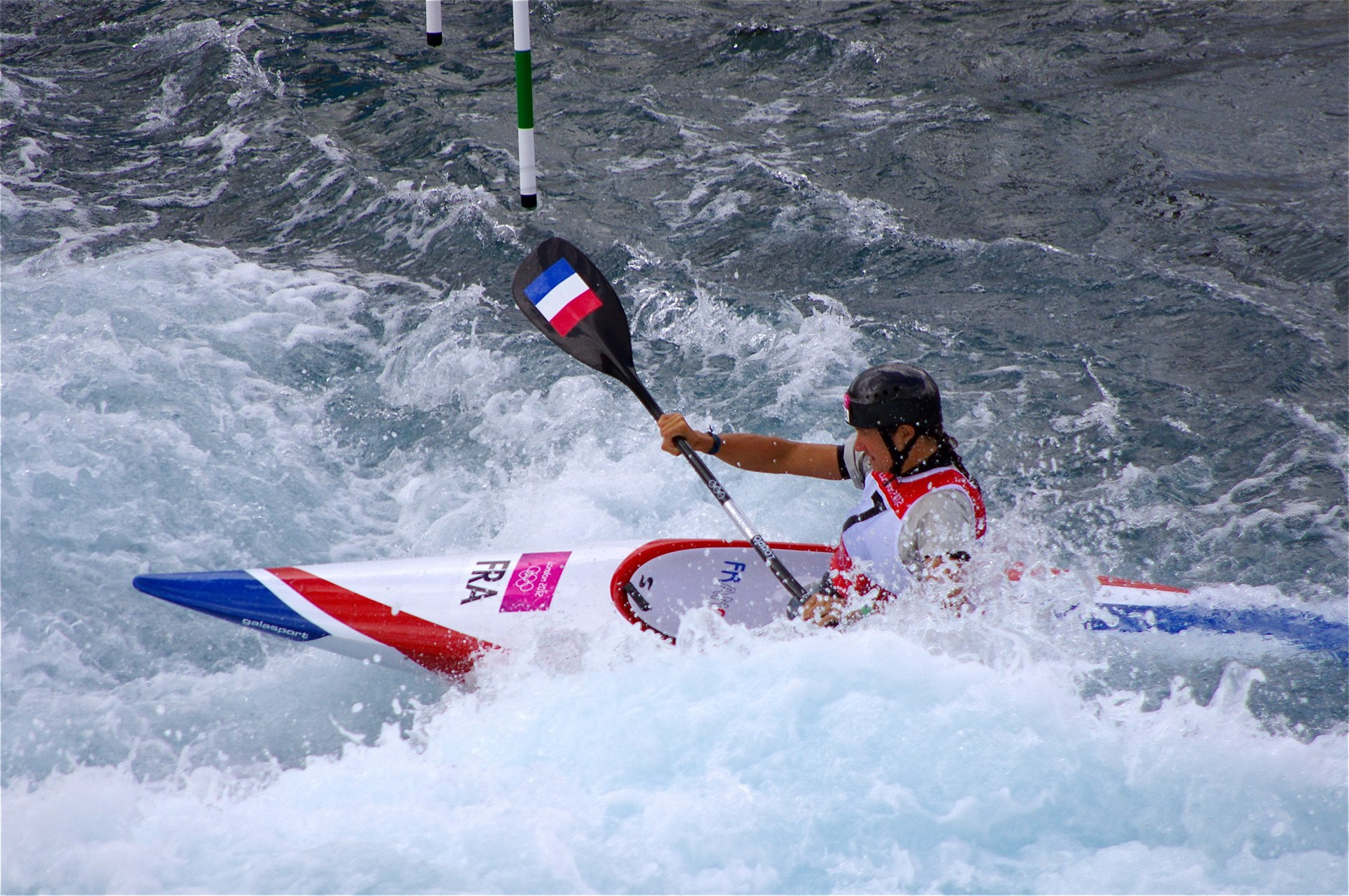
Émilie Fer im olympischen Kanuslalom 2012

Émilie Fer (* 17. Februar 1983 in Bourg-Saint-Maurice) ist eine französische Kanutin. Sie wurde 2012 Olympiasiegerin im Kanuslalom.
Schon Émilie Fers Mutter Gaelle Madrange war Kanutin und französische Meisterin. Émilie kam im Alter von 12 Jahren über ihre Schule zum Kanusport. Ihr erster großer Erfolg war der Gewinn der Goldmedaille im K1-Teamwettbewerb zusammen mit Mathilde Pichery und Marie Gaspard  bei den Kanuslalom-Weltmeisterschaften 2006. In Einzelrennen errang Fer dagegen lange keine Platzierung unter den ersten drei. Erst 2009 gewann sie Silber hinter Elena Kaliská bei den Kanuslalom-Europameisterschaften 2009. 2012 erreichte Fer mit Platz zwei in La Seu d’Urgell ihren ersten Podestplatz in einem Weltcuprennen.
2008 war Émilie Fer die französische Teilnehmerin im Kanuslalom bei den Olympischen Sommerspielen in Peking. Nach dem ersten Finallauf war sie auf Platz zwei, im zweiten Lauft ließ Fer jedoch ein Tor aus und fiel auf Platz sieben zurück.
Für den Kanuslalom-Wettbewerb bei den Olympischen Spielen 2012 konnte sich Émilie Fer wieder den einzigen französischen Startplatz sichern. Nach Platz zehn in der Qualifikation und Platz drei im Semifinale blieb die Französin im einzigen Finaldurchgang fehlerfrei. Sie bewältigte den Kurs im Lee Valley White Water Centre in 105,9 Sekunden und gewann Gold vor der Australierin Jessica Fox und der Spanierin Maialen Chourraut.